# Peter and the Test Tube Babies
Peter and the Test Tube Babies est un groupe de punk rock britannique, originaire de Brighton, dans le Sussex, en Angleterre. Il est formé en 1978 et toujours en activité. En 1982, ils reprennent le succès de Gary Glitter I'm The Leader of The Gang (I Am) sur leur album Pissed and Proud. La chanson Banned from the Pubs est un des titres les plus célèbres de la scène oi![réf. nécessaire]. Le groupe est formé autour de Peter, Del et H. Le groupe est complété par un nouveau batteur, Dave O'Brien.

## Biographie
Peter and the Test Tube Babies est formé en 1978 à Brighton, dans le Sussex, en Angleterre. De par leurs paroles humoristique de bouche-à-oreilles, ils sont considérés comme groupe de punk pathetique. Peter and the Test Tube Babies sont cités dans le magazine Sounds en juillet 1980, et enregistrent une session pour John Peel à la BBC Radio 1. Ils participent pour la première fois à la compilation Vaultage 78. Ils sont reconnus pour leurs titres de chanson absurdes, comme The Queen Gives Good Blow Jobs. À cette période, le groupe comprend Peter Bywaters, le guitariste Derek « Del » Greening, le bassiste Chris « Trapper » Marchant, et le batteur Nicholas « Ogs » Loizides.
En 1982, ils reprennent la chanson I'm the Leader of the Gang (I Am) de Gary Glitter sur leur album Pissed and Proud, et acquièrent une certaine notoriété : leur reprise est considérée comme l'une des meilleures reprises de tous les temps[réf. nécessaire]. Leur album Soberphobia (1986) est le premier à atteindre les marchés américains, mais le groupe reste silencieux jusqu'à la fin de la décennie avant de refaire surface avec quelques titres comme Cringe et The $Hit Factory. Après dix-huit ans d'investissement les fondateurs Trapper et Ogs quittent le groupe après la sortie de l'album Supermodels en 1995. Ils sont remplacés par le bassiste Rum et le batteur A.D. avec lesquels le groupe enregistrera l'album Alien Pubduction en 1998.
Ils jouent à des festivals comme la onzième édition de l'Antifest en 2005. Ils participent également avec deux chansons à la compilation Oi! the Album la même année. Del Strangefish animera une émission punk avec Jimmy Skurvi du groupe Skurvi sur Radio Reverb. En 2006, le groupe fait une halte au Wasted Festival en Australie, et pour la toute première fois en Nouvelle-Zélande.
En 2012, le groupe revient faire un concert américain pour la première fois depuis 2002. Ils jouent en concert en 2013 et en 2014, ils sont annoncés notamment à Caen. En juillet 2015, le groupe participe au Hellfest de Clisson, en France.

## Discographie

### Albums studio
- 1982 : Pissed and Proud
- 1983 : Mating Sounds of South American Frogs
- 1985 : The Loud Blaring Punk Rock Album
- 1986 : Soberphobia
- 1990 : More Chin Shouting - Live and Loud!!
- 1990 : The Shit Factory
- 1991 : Cringe
- 1995 : Schwein Lake
- 1995 : Supermodels
- 1998 : Alien Pubduction
- 2005 : Paralitico
- 2005 : A Foot Full of Bullets
- 2012 : Piss Ups
- 2017 : That Shallot
- 2020 : Fuctifano

### EP
- 1985 : Pressed for Cash
- 1985 : Rotting in the Fart Sack]'
- 1985 : Zombie Creeping Flesh
- 2000 : Fuck the Millenium

### Compilations
- 1988 : The Best of Peter and the Test Tube Babies
- 1994 : Test Tube Trash
- 1995 : The Punk Singles Collection